# Първа дама на България
Първа дама на България (наричана и президентша) е неофициална титла на съпругата (или друга близка роднина от женски пол) на държавния глава на републиканска България.

## Употреба на термина
Терминът първа дама навлиза в журналистическа употреба в България от началото на 1990-те години по примера на използването му за съпругата на президента на САЩ, разпространено после и в други страни с републиканска форма на управление. Той не е формулиран официално и съответно титлата не се използва широко в България.

## Статут на първата дама
Статутът и функциите на първата дама не са ясно и подробно регламентирани в нормативен акт. Единствено в чл. 44, ал. 3 от Правилника за прилагане на Закона за държавния протокол от 2009 г. се предписва отделна програма за съпруг/съпруга, придружаващ/-а гостуващ държавен глава (както и за съпруг/съпруга на председател на парламент и на министър-председател, съответно в чл. 51 и чл. 61), като се очаква придружаващ домакин в тази отделна програма да бъде съпругата на българския хомолог:
За съпруга/съпругата, придружаващ/придружаваща госта, се предвижда отделна програма.
Първата дама в България няма официални задължения и правомощия и не получава парични компенсации, както в други страни.
Когато държавният глава Т. Живков овдовява, ролята на първа дама е поета от неговата дъщеря и след нея от нейната дъщеря (осиновена от него).
Съпругата на бившия президент Росен Плевнелиев - Юлиана Плевнелиева въпреки очакванията на обществото, не присъства на официалното встъпване в длъжност на съпруга си, както и по-късно не го придружава по време на срещи и изяви в качеството си на съпруга на държавния глава. В отговор на въпрос от журналисти президентът Плевнелиев заявява, че „в закона за протокола не фигурира понятието първа дама“.

## Първи дами на България
| Държавен глава, титла                                          | Начало на периода | Край на периода  | Първа дама, връзка                                          |
| -------------------------------------------------------------- | ----------------- | ---------------- | ----------------------------------------------------------- |
| Васил Коларов председател на Временното председателство        | 15 септември 1946 | 9 декември 1947  | Цветана Коларова съпруга                                    |
| Минчо Нейчев председател на Президиума на Народното събрание   | 9 декември 1947   | 27 май 1950      | ?                                                           |
| Георги Дамянов председател на Президиума на Народното събрание | 27 май 1950       | 27 ноември 1958  | ?                                                           |
| Димитър Ганев председател на Президиума на Народното събрание  | 30 ноември 1958   | 20 април 1964    | ?                                                           |
| Георги Трайков председател на Президиума на Народното събрание | 23 април 1964     | 6 юли 1971       | ?                                                           |
| Тодор Живков председател на Държавния съвет                    | 8 юли 1971        | 23 октомври 1971 | Мара Малеева-Живкова съпруга                                |
| Тодор Живков председател на Държавния съвет                    | 23 октомври 1971  | 21 юли 1981      | Людмила Живкова дъщеря                                      |
| Тодор Живков председател на Държавния съвет                    | 21 юли 1981       | 17 ноември 1989  | Евгения Живкова внучка (осиновена от дядо си)               |
| Петър Младенов председател на Държавния съвет                  | 17 ноември 1989   | 3 април 1990     | Галя Младенова съпруга                                      |
| Петър Младенов председател (президент)                         | 3 април 1990      | 6 юли 1990       | Галя Младенова съпруга                                      |
| Станко Тодоров председател (президент)                         | 6 юли 1990        | 17 юли 1990      | Соня Бакиш съпруга                                          |
| Николай Тодоров председател (президент)                        | 17 юли 1990       | 1 август 1990    | Ана Върбанова съпруга                                       |
| Желю Желев председател (президент)                             | 1 август 1990     | 22 януари 1992   | Мария Желева съпруга                                        |
| Желю Желев президент                                           | 22 януари 1992    | 22 януари 1997   | Мария Желева съпруга                                        |
| Петър Стоянов президент                                        | 22 януари 1997    | 22 януари 2002   | Антонина Стоянова съпруга                                   |
| Георги Първанов президент                                      | 22 януари 2002    | 22 януари 2012   | Зорка Първанова съпруга                                     |
| Росен Плевнелиев президент                                     | 22 януари 2012    | 22 януари 2017   | Юлияна Плевнелиева съпруга (отказва да изпълнява функциите) |
| Румен Радев президент                                          | 22 януари 2017    | ...              | Десислава Радева съпруга                                    |